# Florence R. Sabin
Florence R. Sabin   (Central City, 9 de novembre de 1871 - Denver, 3 d'octubre de 1953) fou una científica americana. Va ser una pionera en defensar el paper de les dones a la ciència. Va ser la primera dona a ocupar una càtedra a l'Escola de Medicina Johns Hopkins, la primera dona elegida a l'Acadèmia Nacional de Ciències, i la primera dona per encapçalar un departament a l'Institut Rockefeller per la Recerca Mèdica. En els seus anys de jubilació, va dur a terme una segona carrera com a activista de la salut pública a Colorado. L'any 1951 va rebre el Premi Lasker per aquesta feina.

## Biografia

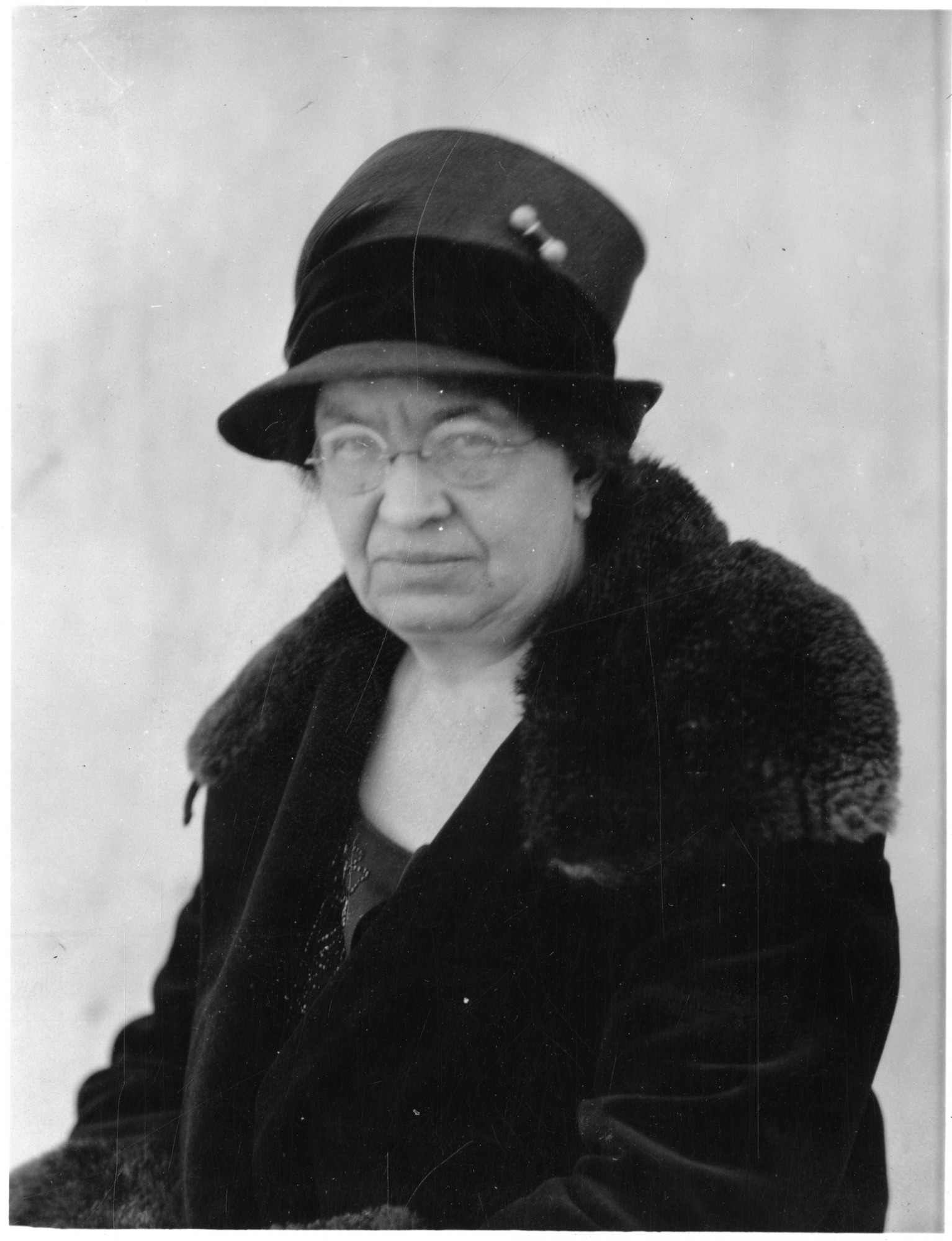
Fotografia de Florence R. Sabin.

Florence Sabin va néixer a Central City (Colorado), el 9 de novembre de 1871. Va ser la filla més jove de Serena Miner i George K. Sabin. El seu pare era un enginyer miner, amb la qual cosa la família va viure durant diversos anys a comunitats mineres. La mare de Florence va morir de sèpsia puerperal, quan aquella tenia 7 anys, i després de la seva mort, Florence i la seva germana Mary van viure amb el seu oncle Albert Sabin a Chicago i més tard amb els seus avis paterns a Vermont.
Sabin es va llicenciar a l'Smith College l'any 1893. Va ensenyar matemàtiques a Denver durant dos anys i zoologia a l'Smith durant un any. D'aquesta manera va aconseguir diners per a matricular-se a l'Escola de Medicina Johns Hopkins l'any 1923. Aquesta Universitat acceptava dones i homes a les seves aules des de 1893.
Les habilitats en el laboratori i la perseverància de Sabin a Hopkins varen cridar l'atenció de l'anatomista Franklin P. Mall. Mall va animar Sabin i la va convidar a col·laborar en diversos projectes que servirien a Sabin per a guanyar-se una reputació sòlida entre els científics.

### Escola de Medicina de la Universitat Johns Hopkins (1902-1925)
A continuació de la seva graduació a l'escola mèdica, Sabin va obtenir un contracte de pràctiques al Johns Hopkins Hospital sota la supervisió del metge William Osler. A continuació va guanyar una beca de recerca en el Departament d'Anatomia a l'Escola de Medicina Johns Hopkins on va treballar amb Mall. Al poc temps va rebre una beca pel Departament d'Anatomia que va ser creada específicament per a ella. El 1902 hi va començar a donar classes i el 1905 va ser promoguda a Professora Associada, finalment el 1917 va ser nomenada Catedràtica (full professor) d'embriologia i histologia, la primera dona en aquesta situació en una Facultat de medicina dels Estats Units. El 1924 Sabin va ser elegida la primera dona presidenta de l'Associació americana d'Anatomistes i la primera dona elegida membre vitalici de l'Acadèmia Nacional de Ciències.
El 1924 Sabin va continuar al Johns Hopkins amb la seva investigació sobre els orígens de la sang, els vasos sanguinis, les cèl·lules sanguínies, la histologia del cervell i la patologia i immunologia de la tuberculosi. El setembre 1925 va esdevenir cap del Departament d'Estudis Cel·lulars al Rockefeller Institut per Recerca Mèdica a Nova York.
El 1925, Sabin va deixar el Johns Hopkins després de completar la seva recerca enmig d'una situació de discriminació institucional i el seu desig d'investigar a temps complet.

### Institut Rockefeller d'Investigació Mèdica (1925-1938)
El setembre del 1925 es va convertir en cap del Departament d'Estudis Cel·lulars de l'Institut Rockefeller d'Investigació Mèdica de la ciutat de Nova York. La seva investigació es va centrar en el sistema limfàtic, els vasos sanguinis i les cèl·lules i la tuberculosi.
El 1925 va ser votada per a l'Acadèmia Nacional de Ciències. Va ser la primera dona que va guanyar l'honor de ser membre d'aquesta prestigiosa jnstitució, i va romandre com a única dona durant els propers 20 anys.
El 1926 es va incorporar al comitè de recerca de l'Associació Nacional de la Tuberculosi. El propòsit de la comissió era consolidar tota la investigació que tenia lloc sobre la tuberculosi amb l'esperança de controlar la malaltia de forma proactiva. Mentres va ser aquí Sabin va dedicar la seva investigació a les cèl·lules immunes, particularment als monòcits, que es desenvolupaven en altres cèl·lules. Sabin va passar els últims anys a l'institut estudiante els efectes deguts a substàncies externes i la consegüent formació d'anticossos.
El 1938, Sabin va deixar la seva posició a l'Institut Rockefeller i es va traslladar a Colorado per retirar-se.

### La jubilació
Després de sis anys de jubilació tranquil·la, Sabin va acceptar la petició de governador de Colorado, John Vivian, de presidir un subcomitè sobre la salut a partir de 1944. Va presentar els seus resultats afirmant que l'estat estava "endarrerit pel que fa a la salut pública" en una carta dirigida al governador l'abril de 1945 Sabent que la legislació en matèria d'assistència sanitària havia estat rebutjada de forma sistemàtica en el passat a causa de polítics poc interessats, va ser implacable en la seva demanda de reforma.

A principis dels seus setanta anys, Sabin es va negar a deixar que una tempesta de neu la impedís de fer un discurs en suport de la seva causa malgrat les dificultats en el transport públic. A partir d'aquest discurs, Sabin va treballar per tenir substituir els polítics que s'oposaven a la reforma de la sanitat per aquells que si la recolzaven. Aquests esforços van donar com a resultat el pas d'un conjunt de lleis que van portar el seu nom. Les "Lleis de sanitat de Sabin" que van modernitzar la salut pública a Colorado aportant més llits hospitalaris per tractar la tuberculosi, el que suposa una reducció significativa dels casos.

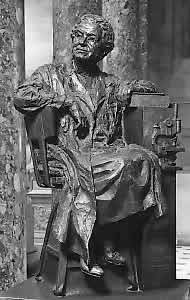
Estàtua de Florence Sabin al NSHC

Adreçant-se al Comitè de Salut Estatal d'Illinois el 1947, Sabin va dir que va ser escollida com a presidenta de la comissió perquè el governador no tenia interès en la salut pública i va nomenar "una dona gran" perquè no creia que seria capaç d'aconseguir res. El 1948 es va convertir en gerent de salut i organitzacions benèfiques per a Denver, donant el seu sou durant els propers tres anys per a la investigació mèdica.
El 1951 Sabin es va retirar per segona i última vegada, continuant defensant els problemes de salut pública. La seva dedicació li va valdreque el Departament de Medicina de la Universitat de Colorado fos nomenat Edifici Florence R. Sabin per a la Recerca en Biologia Cel·lular.
Sabin va morir d'un atac al cor el 3 d'octubre de 1953 (tenia 81 anys). Va ser incinerada i les seues cendres van ser enterrades al Mausoleu Fairmount del Cementiri Fairmount a Denver, Colorado.
El 1959, l'estat de Colorado va donar una estàtua de Sabin a la Col·lecció de la Sala Nacional de les Estàtues (National Statuary Hall Collection, NSHC)). El 2005, la Facultat de Medicina de la Universitat Johns Hopkins va respectar el llegat de Sabin nomenant posant el seu nom a un dels seus quatre col·legis.

## Llegat
El Johns Hopkins Medical Institutes Archives emmagatzema la col·lecció de papers i registres mèdics de Sabin de 1903 a 1941 i fins i tot es poden alliberar sota petició. La col·lecció Sophia Smith del Smith College té molts papers de la Dra. Sabin. Altres col·leccions es troben a la American Philosophical Society Library de Filadèlfia, a la Medical School de la Universitat de Colorado, a la Divisió de Museus de la Societat Històrica de Colorado, a l'Institut Rockefeller i a la Fundació Alan Mason Chesney a la Universitat Johns Hopkins.